# Reboredo (Boqueijón)
Reboredo es una aldea española situada en la parroquia de Granja, del municipio de Boqueijón, en la provincia de La Coruña, Galicia.

## Demografía
| Gráfica de evolución demográfica de Reboredo entre 2000 y 2021 |
|                                                                |
| Datos según el nomenclátor publicado por el INE.               |